# 铁山站 (京畿道)
鐵山站（：／ Cheolsan yeok */?）是首爾地鐵7號線沿線的一座地下車站，位於韓國京畿道光明市鐵山3洞。

## 車站結構
站體為2面2線曲線式設計側式月台的地下車站，候車月台設有月台幕門，並有4處出口。
本站無法轉乘對向列車。

### 月台配置
| 加山數碼園區 ↑ |
| \| 上          |
| ↓ 光明十字路口 |

| 月台 | 路線           | 目的地                                           |
| ---- | -------------- | ------------------------------------------------ |
| 上行 | ●首爾地鐵7號線 | 大林、新大方丁字路口、君子、長岩方向             |
| 下行 | ●首爾地鐵7號線 | 光明十字路口、溫水、富川市廳、富平區廳、石南方向 |

## 歷史
- 2000年2月29日：落成啟用。

## 車站周邊
- 鐵山市場
- 中央市場
- 鐵山公園
- 鐵山羅德奧街
- 新韓銀行鐵山站分行
- 光明市政府
- 光明市議會
- 光明警察署
- 光明市民會館
- 鐵山3洞郵局
- 水原地方法院安山分院所屬光明市法院
- 光明稅務署
- 韓國電力公社光明支社
- 鐵山巴士客運站（朝鲜语：철산정류소）
- 安養川（朝鲜语：안양천）
- 光明聖愛醫院

## 圖片

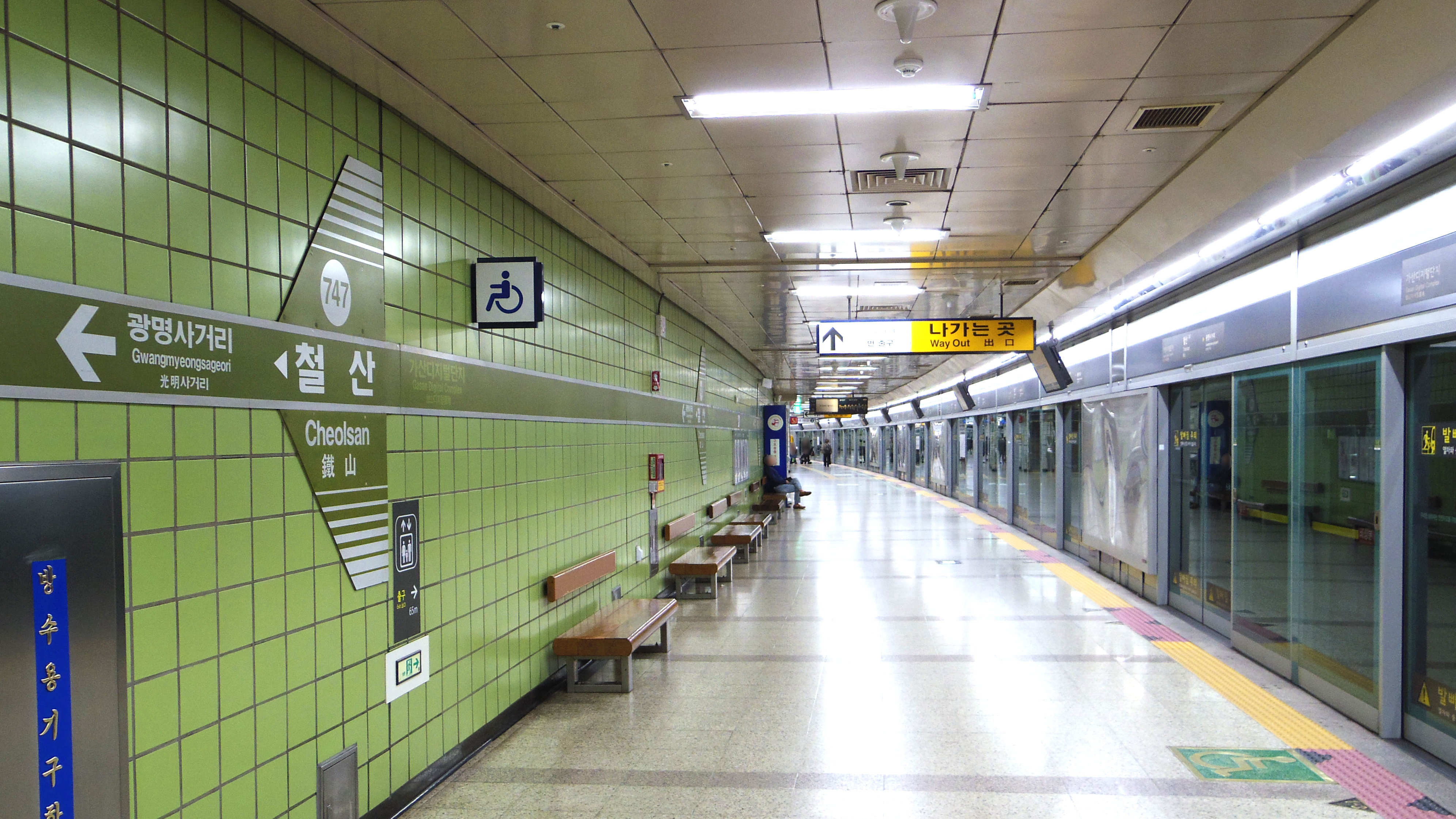
候車月台
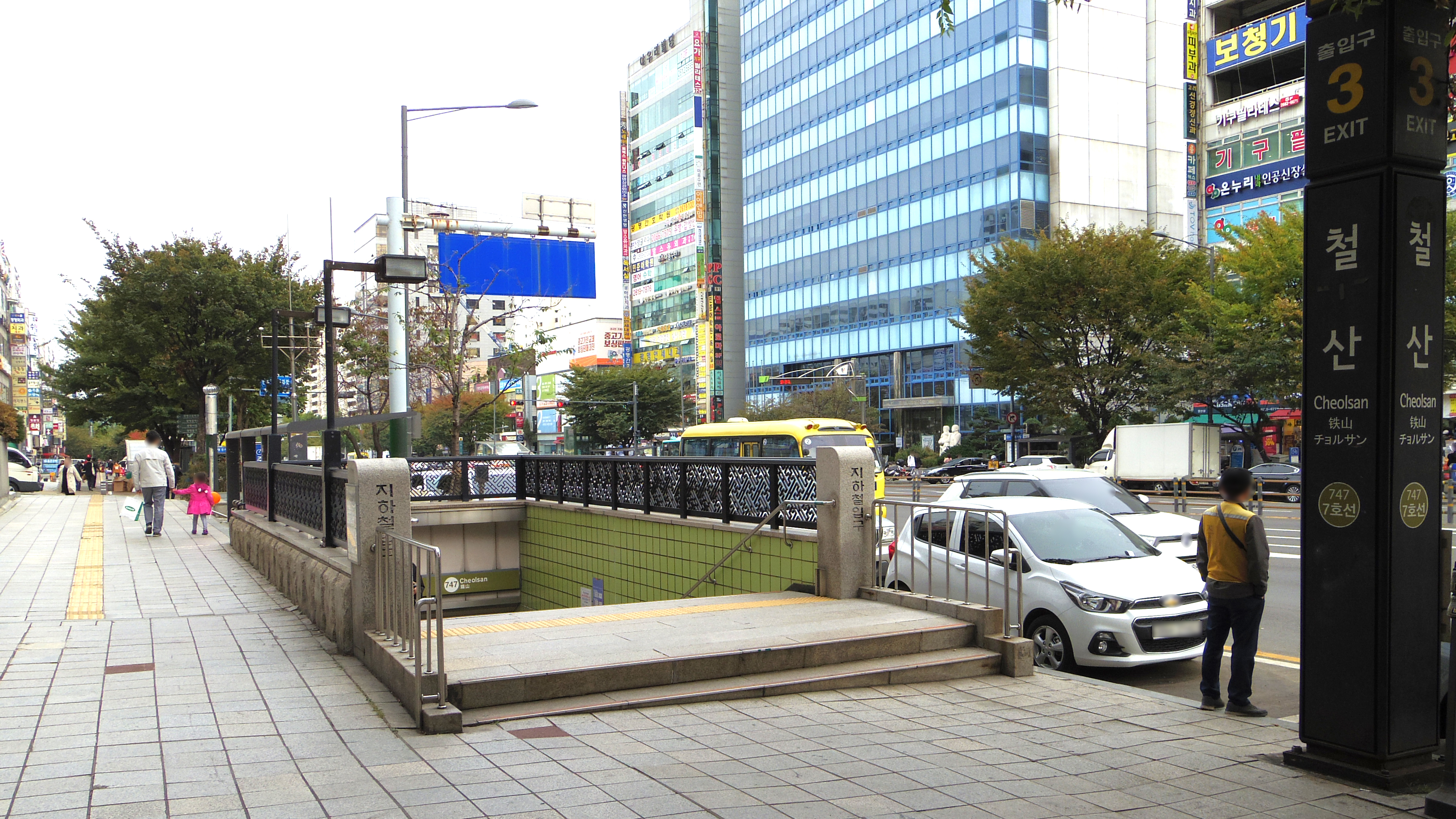
3號出口

## 相鄰車站
首爾交通公社
●首爾地鐵7號線
加山數碼園區（746）－鐵山（747）－光明十字路口（748）